# Южна късоопашата земеровка
Южната късоопашата земеровка (Blarina carolinensis) е вид бозайник от семейство Земеровкови (Soricidae).

## Разпространение
Видът е разпространен в САЩ.